# St. Adelheid
St. Adelheid ist ein Ortsteil von Greiz im Landkreis Greiz in Thüringen.

## Lage
Die St. Adelheid genannte Ansammlung von Gewerbebetrieben befindet sich in einem zum Aubach gehörenden Seitental am Ostrand der heutigen Stadt Greiz. Durch den nicht separat ausgeschilderten Ortsteil führt die Bundesstraße 94 – als Reichenbacher Straße und setzt sich jenseits der Einmündung Kapellenweg im Ortsteil Schönfeld fort. Entsprechend der beigefügten Kartendarstellung befindet sich St. Adelheid auf dem linken Ufer eines namenlosen Quellbachs, der seit dem 19. Jahrhundert für industrielle Zwecke genutzt wurde.

## Geschichte
Der Ortsname St. Adelheid und die an den Ort heranführende Kapellenstraße erinnern an eine spätgotische Wallfahrtskapelle der heiligen Adelheid, die nach der Reformation aufgegeben wurde und vermutlich isoliert in der Feldflur stand. Eine wertvolle Schnitzplastik aus dem Besitz der Wallfahrtskirche blieb erhalten.
Der Flurbezirk St. Adelheid haftete an der Sommermühle und gehörte zum Rittergut Schönfeld, im 16. Jahrhundert im Besitz der Familie Metzsch auf Mylau. 1588 ging das Gut an die Familie Kommerstädt über. Das später in Ober- und Unter-Schönfeld geteilte Dorf besaß zwei Schlösser oder adelige Landhäuser.
Der nun vergessene Ort erlebte Mitte des 19. Jahrhunderts eine Wiederbelebung durch die Gründung von Manufakturen, einer Brauerei und einer Ziegelei, die den anstehenden Hanglehm im Bereich St. Adelheid nutzte.Der Ziegeleibetrieb führte in der Bevölkerung zur Rückbesinnung des Namens St. Adelheid.